# Nikki Hiltz
Nikki Hiltz (* 23. Oktober 1994 in Santa Cruz, Kalifornien) ist ein US-amerikanischer Leichtathletik-Profi mit Spezialisierung auf den 1500-Meter-Lauf im Damenbereich.

## Sportliche Laufbahn
Nikki Hiltz wuchs in Kalifornien auf und studierte ab 2014 an der University of Oregon, bevor 2016 ein Wechsel an die University of Arkansas erfolgte. Dort erlangte Hiltz den Universitätsabschluss. 2019 startete Hiltz im 1500-Meter-Lauf bei den Panamerikanischen Spielen in Lima und siegte dort in 4:07,14 min. Anschließend erreichte Hiltz bei den Weltmeisterschaften in Doha das Finale und gelangte dort mit 4:06,68 min auf Rang zwölf. 2023 siegte Hiltz in 4:09,02 min bei den Drake Relays sowie in 4:07,18 min bei den Trond Mohn Games. Im August schied Hiltz bei den Weltmeisterschaften in Budapest mit 4:00,84 min im Halbfinale aus und 2024 folgte der Gewinn der Silbermedaille bei den Hallenweltmeisterschaften in Glasgow in 4:00,32 min hinter der Äthiopierin Freweyni Hailu.
2023 gewann Hiltz, wie zuvor schon in der Halle, in 4:03,10 min die US-amerikanischen Meisterschaften im 1500-Meter-Lauf im Freien und stellte später in Monaco in 4:16,35 min sogar einen neuen amerikanischen Rekord für 1 Meile auf.
Den Hallenmeistertitel verteidigte Hiltz 2024, gewann anschließend bei den Hallenweltmeisterschaften in Glasgow mit persönlicher Bestleistung sogar die Silbermedaille und lief bei den Olympic Trials, den amerikanischen Sommermeisterschaften vor Olympia am 30. Juni 2024 auf dieser Strecke sogar eine neue persönliche Bestleistung von 3:55,33 min.

## Persönliche Bestleistungen
- 800 Meter: 1:58,23 min, 4. April 2025 in Kingston
  - 800 Meter (Halle): 2:02,51 min, 7. Februar 2021 in Fayetteville
- 1500 Meter: 3:55,33 min, 30. Juni 2024 in Eugene
  - 1500 Meter (Halle): 4:02,32 min, 3. März 2024 in Glasgow
- 1 Meile: 4:16,35 min, 21. Juli 2023 in Monaco (Nordamerikarekord)
  - 1 Meile (Halle): 4:24,45 min, 8. Februar 2020 in New York City
  - 3000 Meter (Halle): 8:39,92 min, 11. Februar 2024 in New York

## Besonderes
Nikki Hiltz wurde bei der Geburt das weibliche Geschlecht zugewiesen, identifiziert sich jedoch als nichtbinäre und trans Person, was in der sportlichen Wertung zu Diskussionen führt, da es in den Laufsportarten nur die Startgruppen „Damen“ und „Herren“ gibt.